# Земля і золото
«Земля і золото» — радянський художній фільм 1984 року, знятий режисерами Арманом Манаряном і Генріхом Маркаряном на кіностудії «Вірменфільм».

## Сюжет
1920-ті роки. В одному із дворів старого Єревана живуть сім'я столяра Акопа, мудрий збирач брухту Гево, сім'я колишніх революціонерів Маркарян, синеблузники Анаїт та Арамаїс. Це звичайні люди зі своїми радощами та спільними бідами. Коли розпочнеться Велика Вітчизняна війна, хлопці цього двору підуть на фронт і ніхто не повернеться. На згадку про героїв у дворі встановлять камінь-джерело. Життя триває.

## У ролях
- Азат Шеренц — Гево
- Анаїт Гукасян — Ліза
- Ніна Абалян — Забел
- Георгій Стамболцян — Акоп
- Кім Єрицян — Серож
- Яків Азізян — Степан Маркарян
- Моїсей Горгісян — Сантур
- Кріст Манарян — Арамаїс
- Анна Ларай — Ареват
- Анаїт Арутюнян — Астхік
- Жанна Блбулян — Єраняк
- Н. Чілінгарян — Лусабер
- А. Оганян — Вася
- Тигран Восканян — Ашот
- Олександр Оганесян — епізод
- Армен Хостікян — епізод
- Майрануш Григорян — Сатенік
- Маїс Карагезян — епізод
- Жасміна Асрян — сусідка
- М. Назарян — епізод
- Маріка Тумасова — епізод
- Т. Смоян — епізод

## Знімальна група
- Режисери — Арман Манарян, Генріх Маркарян
- Сценарист — Шахен Татикян
- Оператор — Вреж Петросян
- Композитор — Степан Шакарян
- Художник — Степан Андранікян